# When We Were the New Boys
When We Were the New Boys es el décimo octavo álbum de estudio del cantante británico de rock Rod Stewart, publicado en 1998 por Warner Bros. Records, que a su vez se convirtió en su último trabajo con este sello. También es su último disco en ser lanzado en formato vinilo y el primero en poseer una sola canción escrita por él. Es considerado por la crítica como la piedra angular de su poca creatividad musical y de su escaso éxito comercial, a diferencia de sus trabajos previos.
Por otro lado, la gran mayoría de sus canciones son versiones de otros artistas provenientes de los subgéneros rock alternativo, brit pop y el new wave.

## Recepción comercial y promoción
A diferencia de sus anteriores trabajos presentó una escasa participación en las listas musicales, ya que ingresó en muy pocos países. Por ejemplo en los Estados Unidos solo llegó al puesto 44 en la lista Billboard 200, y hasta el día de hoy sus ventas no alcanzan para obtener alguna certificación discográfica en ese país. Por otra parte, en el Reino Unido y en oposición a lo que ocurría en los otros mercados, recibió muy buena acogida situándose en la segunda posición en los UK Albums Chart y fue certificado con disco de oro, por superar las 100 000 copias a las semanas después de su lanzamiento.
Para promocionarlo se lanzaron cinco temas como sencillos durante el mismo año, de los cuales «Oh La La» fue el único en ingresar en los top diez de la lista estadounidense Hot Adult Contemporary Tracks, mientras que en su propio país llegó hasta la posición 16 en los UK Singles Chart.

## Lista de canciones
| N.º | Título                                             | Escritor(es)                                            | Duración |  |
| 1.  | «Cigarettes & Alcohol» (cover de Oasis)            | Noel Gallagher                                          | 4:03     |  |
| 2.  | «Ooh La La» (cover de Faces)                       | Ron Wood, Ronnie Lane                                   | 4:15     |  |
| 3.  | «Rocks» (cover de Primal Scream)                   | Bobby Gillespie, Andrew Innes, Robert Young             | 4:45     |  |
| 4.  | «Supestar» (cover de Superstar)                    | Joseph McAlinden                                        | 4:21     |  |
| 5.  | «Secret Heart» (cover de Ron Sexsmith)             | Ron Sexsmith                                            | 4:07     |  |
| 6.  | «Hotel Chambermaid» (cover de Graham Parker)       | Graham Parker                                           | 3:49     |  |
| 7.  | «Shelly My Love» (cover de Nick Lowe)              | Nick Lowe                                               | 3:38     |  |
| 8.  | «When We Were the New Boys»                        | Stewart, Savigar                                        | 4:39     |  |
| 9.  | «Weak» (cover de Skunk Anansie)                    | Deborah Dyer, Martin Kent, Robbie France, Richard Lewis | 4:38     |  |
| 10. | «What Do You Want Me To Do?» (cover de Mike Scott) | Mike Scott                                              | 3:36     |  |

| Pista adicional solo para Japón |                          |              |          |  |
| N.º                             | Título                   | Escritor(es) | Duración |  |
| 11.                             | «Careless With Our Love» | Stewart      |          |  |

## Posicionamiento en listas
| País           | Lista                 | Posición |
| -------------- | --------------------- | -------- |
| Reino Unido    | UK Albums Chart       | 2        |
| Suecia         | Sverigetopplistan     | 6        |
| Austria        | Ö3 Austria Top 40     | 14       |
| Alemania       | Media Control Charts  | 16       |
| Canadá         | Canadian Albums Chart | 25       |
| Estados Unidos | Billboard 200         | 44       |
| Japón          | Japan Albums Chart    | 48       |

## Músicos
- Rod Stewart: voz
- Michael Landau: guitarra
- Oliver Leiber: guitarra y coros
- John Shanks: guitarra, mandolina, armónica, slide y coros
- Jeff Baxter: guitarra y pedal steel guitar
- Fred White, Dee Harvey, Lamont VanHook, Sue Ann Carwell, Jacki Simley, Richard Page, Jeff Pescetto y Wil Wheaton: coros
- Lance Morrison: bajo
- Dave Palmer: batería
- Kevin Savigar: batería, órgano y acordeón
- Paulinho da Costa: percusión, pandereta y maracas
- Jeff Paris: piano
- Rick Braun: trompeta
- Nick Lane: trombón
- Jimmy Roberts: saxofón
- Sharon Corr y Richard Greene: fiddle
- Caroline Corr: bodhrán
- Andrea Corr: tin whistle
- Suzy Katayama y Daniel Smith: violoncello
- Steve Richards: chelo y coros